# Rocha moutonnée

Diagrama mostrando a erosão glacial que sofreu a rocha moutonnée

Rocha moutonnée é uma feição criada sobre uma superfície rochosa e causada por abrasão glacial, ou seja, pela erosão da superfície da rocha pela passagem de uma geleira que erode esta rocha, formando um perfil assimétrico, menos inclinada no sentido de movimentação da geleira. O nome "Moutonnée" deriva da palavra francesa "mouton" que significa carneiro devido a seu formato parcialmente arredondado (como um carneiro deitado).

## Parque da Rocha Moutonnée
O afloramento de rocha moutonnée situado no município de Salto, estado de São Paulo, é o único exemplar conhecido na Bacia do Paraná e foi gerado sobre uma formação de granito pela grande glaciação que ocorreu no hemisfério sul durante a Era Paleozóica, entre 270 e 350 milhões de anos atrás. Sua descoberta, por Marger Gutmans em 1946, foi um dos pontos mais importantes na comprovação da origem glacial das rochas do Grupo Itararé, da Bacia do Paraná.